# Магнитное удержание плазмы

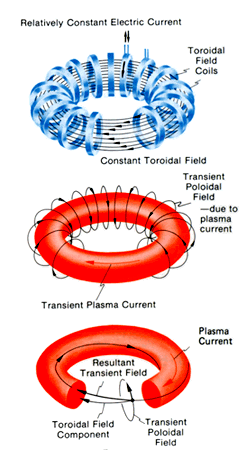

Магнитное удержание, магнитная ловушка — один из способов долговременного сохранения плазмы в стабильном состоянии без её контакта с поверхностью ёмкости, в которой она содержится. Для магнитного захвата плазмы используется торообразная конфигурация магнитного поля в токамаках или конфигурация магнитного зеркала. Также магнитное удержание плазмы используется в комбинированных магнитно-электростатических ловушках-поливеллах.

## Принцип действия
Учитывая поведение плазмы в магнитном поле, она рассматривается как проводящая среда, расположенная в магнитном поле, и как движение иона в магнитном поле. При движении в магнитном поле ион движется по спиральной линии вокруг линий магнитного поля, что ограничивает его движение в направлении, перпендикулярном магнитному полю.

## Магнитное удержание в установках термоядерного синтеза
Для получения термоядерного синтеза реагирующие ядра должны иметь высокие скорости, соответствующие высокой температуре плазмы. Плазма с такой высокой температурой не может храниться в сосуде, поскольку любой существующий материал моментально испарится при контакте с плазмой.
Магнитные ловушки плазмы являются наиболее распространённым средством достижения управляемого синтеза и широко используется для удержания топлива до момента начала ядерных реакций без его контакта с поверхностью установки. 

Альтернативным способом может служить инерционное электростатическое удержание плазмы, но магнитное удержание лучше изучено и технологически разработано и считается более перспективным с точки зрения производства энергии.
В настоящее время во Франции строится 500-мегаваттная тепловыделяющая электростанция на основе геометрии токамаков с магнитным удержанием (см. ИТЭР). Также рассматриваются альтернативные геометрии и методы, объединяющие оба метода улавливания плазмы — реакторы с поливеллами.